# 平原镇 (平潭县)
平原镇是中国福建省福州市平潭县下辖的一个镇。2021年4月，撤销苏澳镇、平原镇、大练乡、白青乡，设立苏平镇。

## 行政区划
平原镇下辖以下地区：
平原村、剑湖村、榕山村、上攀村、红卫村、凤美村、山显美村、梧凤村、燎原村、江楼村、梧凤楼村、当盛村、半山村和瓦窑村。